# 直見站
直見站（日语：／ Naomi eki */?）是位於大分縣佐伯市，屬九州旅客鐵道（JR九州）的日豐本線車站。現時為無人車站，並只提供每3來回的班次。

## 車站構造
車站建於小山坡上，現時採用簡易車站模式，不設有站房，發車時間表、車費表及車票收集箱皆設於入口處。
山坡下的佐伯市便利巴士站「直見站」設有候車室。而在站房原址的左側建有一座男、女共用洗手間一座；右側建有1座單層水泥建築物，為控制信號的通信配線室。進入車站範圍後，可左轉沿跨線行人天橋前往月台。

### 舊站房
設有木建站房一座。

### 月台
設有島式月台一座，但因現時所使用的列車長度較短，不需要使用全部月台，前後端已被圍欄所圍封，令月台的有效長度約為120米，可容納6輛編成的列車。月台上設有以鐵架及鐵板所搭成的有蓋候車室一座，內設有候車座椅。天橋口與候車亭中間的月台因應引用新型列車而稍為加高。
從上岡方向的轉轍器可通往月台旁邊的側線，並建有一座車庫用作停泊柴油機車。
| 月台 | 路線      | 上下行 | 方向           |
| ---- | --------- | ------ | -------------- |
| 1    | ■日豐本線 | 下行   | 佐伯、大分方向 |
| 2    | ■日豐本線 | 上行   | 重岡、延岡方向 |

## 歷史
- 1920年11月20日：鐵道省豐州本線新車站啟用[3][1]。
- 1987年4月1日：隨國鐵分割民營化，車站由九州旅客鐵道（JR九州）營運。
- 2017年：

- 9月19日：因颱風泰利的影響，使路線在9月17日起暫停營運，臼杵站至延岡站之間不通，佐伯站至延岡站之間開設代行巴士。
- 9月25日：佐伯站至市棚站之間重開，代行巴士停止運行。

## 使用狀況
在2015年度，1日平均乘車人次為4人，2016年度起大分縣統計年鑑不再顯示個別車站的使用人數。
| 乘車人員變遷 | 乘車人員變遷 |
| 年度         | 1日平均人次  |
| ------------ | ------------ |
| 2000         | 23           |
| 2001         | 16           |
| 2002         | 20           |
| 2003         | 17           |
| 2004         | 14           |
| 2005         | 9            |
| 2006         | 7            |
| 2007         | 6            |
| 2008         | 5            |
| 2009         | 4            |
| 2010         | 7            |
| 2011         | 4            |
| 2012         | 3            |
| 2013         | 2            |
| 2014         | 4            |
| 2015         | 4            |

## 車站周邊
- 國道10號[1]
- 直見簡易郵局[1]
- 久留須川

## 相鄰車站
九州旅客鐵道
■日豐本線
上岡－直見－直川

## 注腳
1. 1 2 3 4  . 週刊朝日百科. 44号 宮崎駅・都城駅・志布志駅ほか80駅. 朝日新聞出版. 2013-06-23: 21.
2. ↑  .   [2022-04-05]. （原始内容存档于2022-04-05）.
3. ↑  日本《官報》第2488號「鉄道省告示第119号」，大藏省印刷局：1920年11月16日，第359-360頁。
4. ↑  台風第１８号による被害状況について（第1報）PDF- 國土交通省災害情報（截至2017年9月18日10:00）（2017年9月18日發表，9月19日參閲。）
5. ↑  . 大分合同新聞（日语：大分合同新聞）. 2017-09-19: 11（晚報）.
6. ↑  【9 月 25 日（月）以降の運転計画】日豊本線・豊肥本線の運転計画について（お知らせ)- 九州旅客鐵道（2017年9月25日發表，同日參閲。同日原始PDF存檔）
7. ↑  大分縣統計年鑑

## 外部連結
- JR九州直見站 （页面存档备份，存于）